# Jubilee (película de 2000)
Jubilee es una película neozelandesa de comedia de 2000, dirigida por Michael Hurst, escrita por Michael Bennett y Nepi Solomon, musicalizada por David Donaldson, Plan 9, Steve Roche y Janet Roddick, en la fotografía estuvo Leon Narbey, el elenco está compuesto por Cliff Curtis, Theresa Healey y Kevin Smith, entre otros. El filme fue realizado por South Pacific Pictures y se estrenó el 13 de abril de 2000.

## Sinopsis
Billy trata de realizar la celebración más grande que se haya hecho en la ciudad, el 75 aniversario de su colegio. Hace esto para redimirse ante su familia, pero un viejo amor de su mujer vuelve a aparecer.